# アーサー・C・コープ賞
アーサー・C・コープ賞（Arthur C. Cope Award）はアメリカ合衆国の有機化学の賞。アーサー・C・コープ基金が主催し、アメリカ化学会によって1973年以来授与されている。

## 受賞者
- 1973年：ロアルド・ホフマン、ロバート・バーンズ・ウッドワード
- 1974年：ドナルド・クラム
- 1976年：イライアス・コーリー
- 1978年：Orville L. Chapman
- 1980年：ギルバート・ストーク
- 1982年：Frank H. Westheimer
- 1984年：アルバート・エッシェンモーザー
- 1986年：Duilio Arigoni
- 1987年：Ronald Breslow
- 1988年：Kenneth B. Wiberg
- 1989年：William Summer Johnson
- 1990年：中西香爾
- 1991年：Gerhard L. Closs
- 1992年：バリー・シャープレス
- 1993年：Peter B. Dervan
- 1994年：ジョン・D・ロバーツ
- 1995年：ジョージ・M・ホワイトサイズ
- 1996年：ロバート・バーグマン
- 1997年：野依良治
- 1998年：サミュエル・ダニシェフスキー
- 1999年：Ralph F. Hirschmann
- 2000年：デヴィッド・エヴァンス
- 2001年：ジョージ・オラー
- 2002年：ロバート・グラブス
- 2003年：Larry E. Overman
- 2004年：バリー・トロスト
- 2005年：キリアコス・コスタ・ニコラウ
- 2006年：ピーター・シュルツ
- 2007年：ジャン・フレシェ
- 2008年：フレイザー・ストッダート
- 2009年：Manfred T. Reetz
- 2009年：Victor J. Hruby
- 2010年：Kendall N. Houk
- 2011年：Nicholas Turro
- 2012年：翁啓恵
- 2013年：ステファン・バックワルド
- 2014年：スチュアート・シュライバー
- 2015年：ポール・A・ウェンダー
- 2016年：エリック・ジェイコブセン
- 2017年：キャロライン・ベルトッツィ
- 2018年：スティーヴン・V・レイ
- 2019年：ディーター・ゼーバッハ
- 2020年：Dennis A. Dougherty
- 2021年：ジョン・ハートウィグ
- 2022年：Véronique Gouverneur
- 2023年：Scott E. Denmark
- 2024年：William L. Jorgensen
- 2025年：Timothy M. Swager
- 2026年：Gregory Fu